# 尤卡坦种姓之战
尤卡坦种姓之战 （1847年—1915年）是尤卡坦半岛原住民玛雅人與西班牙裔居民之間的衝突。
18世纪末，尤卡坦州的人口大幅增加，白人和麥士蒂索人來到當地乡村城镇定居。許多原住民的土地遭到侵佔。 墨西哥独立战争後，許多玛雅农民成為大庄园的顧工。瑪雅人和西班牙裔的居民矛盾日益加深，並最終演變為暴力衝突。
1850年代，瑪雅人受到英国的支持，英國還向他們提供武器。 截至1867年，玛雅人占领了尤卡坦半岛西部部分地区。1893年，英國与墨西哥政府签署了条约，承认其对整个尤卡坦半岛的控制權。
1901年，墨西哥军队攻佔瑪雅人的大本營。 1915年，瑪雅人的領土被墨西哥軍隊全部佔領，戰爭結束。而小规模的冲突一直持续至1933年。